# Claudi S. Grafulla
Claudi Simó Grafulla Morales (Maó, Menorca, 31 d'octubre de 1812 - Nova York, Estats Units, 5 de desembre de 1880) va ser un compositor i director d'orquestra nord-americà d'origen menorquí, actiu durant mitjan el Segle XIX. Va destacar per la composició i arranjament de música per a banda.

## Biografia
Descendent d'una família d'origen francès establerta a Maó a mitjans del Segle XVIII, va cursar estudis musicals amb el mestre Benet Andreu Pons i el 1838 va emigrar als Estats Units. Es va establir a Nova York, on va treballar com a trompetista a la New York Brass Band, adscrita al Setè Regiment de la Guàrdia Nacional establert a la ciutat. El 1853 va ingressar formalment a la banda del Setè Regiment esmentada i va dur a terme la seva reorganització. L'any següent el conjunt es va fusionar amb la Shelton Band, una de les bandes de música més apreciades de la ciutat.
El 1860 el conjunt musical es trobava pràcticament desfet i hom va encarregar Grafulla reorganitzar i dirigir un nou conjunt. Des de llavors, el músic fou director de la banda del Setè Regiment, la qual dirigiria fins a la seva mort. Sota el lideratge de Grafulla, la Banda va assolir una gran reputació i qualitat interpretativa. Va afegir executants de vent-fusta (fins llavors era habitual la presència d'executants únicament de vent metall i percussió) i la formació inicial de 38 músics va créixer fins als 50 executants. A més, Grafulla va fer més versàtil el conjunt, més enllà de l'habitual d'una banda militar, component peces pròpies i fent arranjaments per ampliar el repertori del conjunt.
En esclatar la Guerra Civil Nord-americana el 1861, Grafulla va dur a terme una intensa activitat amb com a director i compositor, dirigint la seva Banda a la rereguarda o als camps de batalla, i com a compositor, creant obres de caràcter festiu, estimulant i patriòtic. Cançons, danses, tonades tradicionals, arranjaments d'òpera i especialment marxes militars, que assoliren una gran difusió i popularitat.
El juny de 1870 va visitar Menorca, tres dècades després de la seva marxa, on va ser rebut triomfalment. Fou convidat per actuar amb la seva banda en algunes ciutats europees en concursos i competicions, però va declinar sempre l'oferiment en considerar que no estava a l'altura dels seus competidors.
A finals de setembre de 1880 Grafulla va haver de deixar la direcció del Setè Regimenta causa d'una bronquitis. Moriria dos mesos després a Nova York, segurament a causa d'aquesta malaltia.

## The Washington Grays
La seva composició més famosa i reconeguda és la marxa The Washington Grays (1861), que encara s'interpreta actualment i és considerada un dels estàndards del gènere per a banda als Estats Units.
Grafulla va compondre la peça per al Vuitè Regiment de la Milícia de l'Estat de Nova York. Aquesta obra ha assolit als Estats Units el rang d'obra mestra de la marxa, un clàssic per a banda i prototip de marxa de concert. L'obra mostra la influència estilística de les marxes alemanyes i italianes, amb un equilibri de tècnica i melodia en un flux continu d'idees musicals. A més, la peça fou innovadora en trencar les fórmules tradicionals del moment perquè no té cap introducció, ni tensió de trencament ni cap pic.
El nom de la peça (Greys, grisos) fa referència a l'uniforme del regiment i no té res a veure amb el dels Confederats, bàndol rival de la Guerra Civil Nord-americana, tot i la coincidència.

## Influència
Als Estats Units, Grafulla és considerat un dels músics més importants de la seva època. Va ser un dels primers compositors en incorporar un caràcter nacional propi a les seves composicions, més enllà d'imitar l'estil europeu, sent aquesta contribució decisiva a la música d'aquell país. A més, hom considera un dels desenvolupadors de la banda com a agrupació musical com a massa sonora. Els seus arranjaments foren tant o més populars que les seves composicions i ajudaren a posar en valor la banda com a formació musical versàtil i polivalent.
La seva obra segueix vigent als programes de concerts de banda dels Estats Units i a diversos enregistraments sonors. En canvi, a Menorca el seu nom encara és escassament conegut.